# Behüt dich Gott
Behüt dich Gott è un cortometraggio muto del 1907 diretto da Franz Porten. Il film fa parte di una serie di pellicole sonorizzate prodotte da Oskar Messter. Era accompagnato dalla musica su disco di Victor Ernst Nessler, autore dell'opera che si ispirava ai personaggi di un popolarissimo romanzo dell'Ottocento di Joseph Victor von Scheffel. Una delle arie più note dell'opera era Behüt dich Gott, es wär so schön gewesen.

## Produzione
Il film fu prodotto dalla Deutsche Mutoskop und Biograph (DMB) e dalla Messters Projektion GmbH.

## Distribuzione
Uscì nelle sale cinematografiche tedesche il 28 febbraio 1907.